# 장서정
장서정(金鍾赫, 1978 ~ )은 대한민국의 홍보 출신 정치인이다. 국민의힘 홍보본부장을 역임했다.

## 학력
- 홍익대학교 (시각디자인학 / 학사)

## 경력
- 2002~2012 모토로라 UI·UX(사용자환경·사용자경험) 디자이너
- 2012~2014 제일기획 디지털사업팀 광고서비스 기획자
- 2017 자란다 대표
- 2023.12~2024.05 국민의힘 비상대책위원
- 2024.03~2024.04 제22대 국회의원선거 국민의힘 중앙선거대책위원회 선거대책부위원장
- 2024.07~2024.12 국민의힘 홍보본부장
- 2024.09~2024.12 국민의힘 중앙홍보위원회 위원장